# Villages urbains de Gatineau

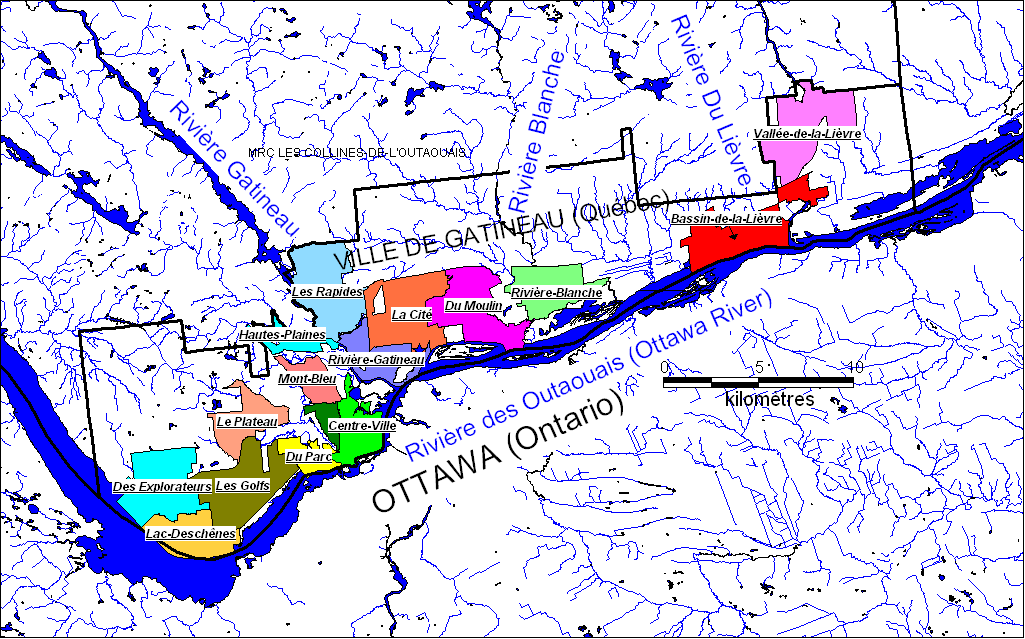
Carte des villages urbains de Gatineau

Les villages urbains de Gatineau sont des unités territoriales servant à des fins de planification, de gestion et d'intervention à l'intérieur de la ville de Gatineau, au Québec (Canada). Ils sont délimités par des cours d'eau, des axes routiers ou des regroupements sociaux. Ils ont été mis en place à partir de 2004 et sont au nombre de seize. Chacun englobe un ou plusieurs quartiers. 
Un des objectifs stratégiques 2009-2014 de la ville de Gatineau s'intitule : Une mosaïque de villages urbains et de milieux de vie champêtre. Ces derniers sont des territoires ruraux, agricoles ou non, compris dans les limites de Gatineau.
Cet objectif consiste à faire évoluer Gatineau vers une collectivité exemplaire composée de villages urbains articulés autour de réseaux sociaux florissants, structurés le long d'un système de transport adapté aux besoins des utilisateurs et reliés entre eux par de multiples canaux de communication. 

## Villages urbains
Voici la liste des villages urbains de Gatineau, d'est en ouest.
- Vallée-de-la-Lièvre (Buckingham) (15 065 personnes)
- Bassin-de-la-Lièvre (Masson-Angers) (10 145 personnes)
- Rivière-Blanche (22 595 personnes)
- Des Vallées (3 545 personnes)
- Du Moulin (30 450 personnes)
- La Cité (30 255 personnes)
- Rivière-Gatineau (14 695 personnes)
- Les Rapides (14 965 personnes)
- Centre-Ville (13 705 personnes)
- Lac-des-Fées (9 205 personnes)
- Mont-Bleu (21 390 habitants)
- Hautes-Plaines (6 680 personnes)
- Du Parc (10 200 personnes)
- Le Plateau (28 265 personnes)
- Les Golfs (15 310 personnes)
- Lac-Deschênes (9 525 personnes)
- Des Explorateurs (Aylmer) (29 970 personnes)
- Des Prés (2 915 personnes)
- Des Montées (1 410 personnes)
- Des Méandres (315 personnes)
- De la Sauvagine (440 personnes)